# Михайловка (Ардатовский район)
Михайловка — село в Ардатовском районе Мордовии. Входит в состав Редкодубского сельского поселения.

## География
Расположено в 35 км от районного центра и 40 км от железнодорожной станции Ардатов.

## Название
Название-антропоним: Михаил Иванович Житков был владельцем населённого пункта.

## История
В «Списке населённых мест Симбирской губернии» (1863), было две деревни: Новая Михайловка (Сырятино), при овраге с ручьем — деревня владельческая из 12 дворов (155 чел.) Ардатовского уезда, в деревне Михайловка, при пруде, в 36 дворах жило 310 человек. Славилась своим прудом.
В 1930-х гг. был создан колхоз им. Калинина.
В 1995 году его земли, инвентарь, хозяйственные и жилые постройки были переданы в подсобное хозяйство ПМК «Ардатовская» ОАО «Мордовагровод». В современной инфраструктуре села — отделение связи, магазин, библиотека, медпункт.
В Михайловскую сельскую администрацию входит пос. Калиновка-Мордовская (24 чел.).
Михайловка — родина учёного Б. М. Житкова.

## Население
| 2002 | 2010 |
| ---- | ---- |
| 23   | ↘1   |

Население 40 чел. (2001), в основном русские.

## Источник
- Энциклопедия Мордовия, А. П. Кочеваткина.